# Bembrops cadenati
Bembrops cadenati és una espècie de peix de la família dels percòfids i de l'ordre dels perciformes.

## Etimologia
Bembrops prové dels mots grecs bembras, -ados (una mena d'anxova) i ops (aparença), mentre que cadenati honora la figura de J. Cadenat per les seues contribucions en l'estudi dels peixos marins de l'Àfrica Occidental.

## Descripció
Fa 16,4 cm de llargària màxima. 6 espines i 15 radis tous a l'aleta dorsal i 18 radis tous a l'anal. Els exemplars conservats en alcohol presenten un color marró groguenc al dors, més clar al ventre. Musell relativament curt i amb escates a les àrees laterals i dorsal. Mandíbula superior estesa per darrere del marge anterior de l'ull, però sense arribar a la seua línia mitjana. La línia lateral descendeix gradualment en el terç posterior de les aletes pectorals i es troba separada de l'origen de la primera aleta dorsal per 4 fileres d'escates, de l'origen de l'aleta anal per 7 i de la inserció d'aquesta darrera aleta per 4. No presenta evidència de prolongació de cap espina a la primera aleta dorsal. La longitud predorsal de la primera aleta dorsal és lleugerament major que la llargada del cap. Aletes pectorals relativament punxegudes.

## Alimentació
El seu nivell tròfic és de 4,34.

## Hàbitat i distribució geogràfica
És un peix marí i demersal (entre 120 i 220 m de fondària), el qual viu a l'Atlàntic oriental: el golf de Guinea.

## Observacions
És inofensiu per als humans.